# Karumonám
A karumonám (AMA-1080) monobaktám típusú antibiotikum, a Pseudomonas acidophila(en) baktérium által előállított szulfazecin szintetikus származéka.
Igen hatásos a legtöbb Gram-negatív baktérium ellen, pl. Enterobacteriaceae, Pseudomonas aeruginosa(en) és Haemophilus influenzae(en), kivéve a Staphylococcus aureust és a Bacteroides fragilist(en). 19-féle β-laktamáz enzimnek áll ellen, vagyis a baktériumok nehezen válnak rezisztenssé a karumonámmal szemben.

## Fizikai/kémiai tulajdonságok
Színtelen por. LD50 értéke szájon át:
- egér: 300 mg/tskg
- nyúl: 3200 mg/tskg
- patkány: 980 mg/tskg.

## Készítmények
A nemzetközi gyógyszerkereskedelemben:
- Amasulin

Magyarországon nincs forgalomban.